# Ich bin ein Star – Holt mich hier raus!/Staffel 12
Die zwölfte Staffel der deutschen Reality-Show Ich bin ein Star – Holt mich hier raus! begann am 19. Januar 2018 und wurde bis zum 3. Februar 2018 auf dem Privatsender RTL ausgestrahlt.
Moderatoren waren, wie in den Jahren 2013 bis 2017, Sonja Zietlow und Daniel Hartwich. Auch der Paramedic Bob McCarron alias „Dr. Bob“ war wieder anwesend.
Dschungelkönigin wurde Jenny Frankhauser.

## Teilnehmer
Wie im Vorjahr traten zwölf Kandidaten gegeneinander an. Im Gegensatz zu den vorhergegangenen zwei Staffeln wurden die Kandidaten nicht mehr in Teams aufgeteilt.

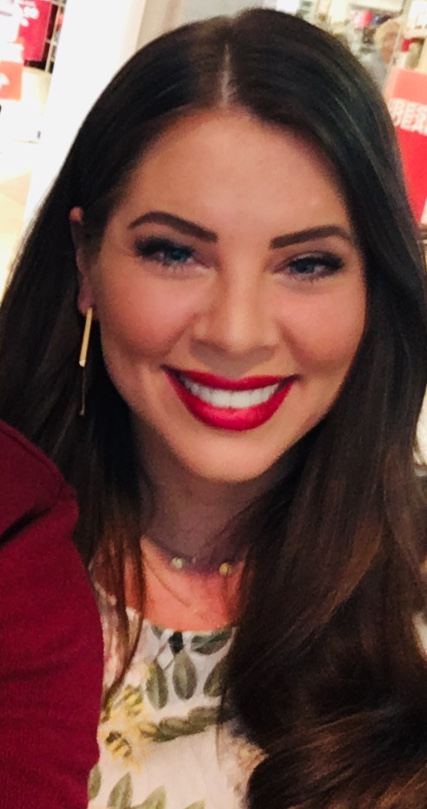
Jenny Frankhauser: Dschungelkönigin der zwölften Staffel

| Platz | Teilnehmer            | Bekannt als | Auszug am  |
| ----- | --------------------- | --- | ---------- |
| 01    | Jenny Frankhauser     | Reality-TV-Teilnehmerin, Sängerin, Halbschwester von Daniela Katzenberger                                                 | 4. Februar |
| 02    | Daniele Negroni       | Kandidat bei Deutschland sucht den Superstar, Popsänger                                                                   | 4. Februar |
| 03    | Tina York             | Schlagersängerin | 4. Februar |
| 04    | David Friedrich       | Gewinner von Die Bachelorette, Schlagzeuger der Band Electric Callboy                                                     | 3. Februar |
| 05    | Matthias Mangiapane   | Reality-TV-Teilnehmer (Hot oder Schrott – Die Allestester, Ab ins Beet!, Das Sommerhaus der Stars – Kampf der Promipaare) | 2. Februar |
| 06    | Kattia Vides          | Kandidatin bei Der Bachelor                                                                                               | 1. Februar |
| 07    | Natascha Ochsenknecht | ehemaliges Model, Ex-Schauspielergattin, Designerin, Teilnehmerin bei Promi Big Brother                                   | 31. Januar |
| 08    | Tatjana Gsell         | Reality-TV-Teilnehmerin                                                                                                   | 30. Januar |
| 019 1 | Ansgar Brinkmann      | ehemaliger Fußballprofi                                                                                                   | 29. Januar |
| 10    | Sydney Youngblood     | US-amerikanischer Soul-Sänger                                                                                             | 27. Januar |
| 11    | Sandra Steffl         | Schauspielerin, Sängerin, Moderatorin                                                                                     | 26. Januar |
| 112 1 | Giuliana Farfalla     | Transgender-Model, Kandidatin bei Germany’s-Next-Topmodel                                                                 | 24. Januar |

## Abstimmungsergebnisse
| 01 | Mangiapane 20,30 %   | Frankhauser 23,21 %  | Negroni 19,92 %      | Frankhauser 27,49 % | York 28,41 %        | Negroni 40,45 %     | Negroni 28,08 %     | Frankhauser 38,97 % | Frankhauser 53,65 % |
| 02 | Frankhauser 15,39 %  | Mangiapane 15,67 %   | Frankhauser 18,30 %  | Negroni 20,49 %     | Frankhauser 22,63 % | York 21,65 %        | York 25,95 %        | Negroni 38,11 %     | Negroni 46,35 %     |
| 03 | Negroni 13,48 %      | Ochsenknecht 12,56 % | Friedrich 14,87 %    | Friedrich 14,04 %   | Negroni 21,76 %     | Frankhauser 17,62 % | Frankhauser 25,72 % | York 22,92 %        |                     |
| 04 | Ochsenknecht 12,36 % | Friedrich 10,62 %    | Mangiapane 12,85 %   | York 13,28 %        | Friedrich 13,83 %   | Friedrich 11,53 %   | Friedrich 20,25 %   |                     |                     |
| 05 | Friedrich 11,88 %    | Vides 9,11 %         | Ochsenknecht 10,90 % | Mangiapane 11,06 %  | Mangiapane 11,88 %  | Mangiapane 8,75 %   |                     |                     |                     |
| 06 | Brinkmann 8,72 %     | Negroni 8,77 %       | York 10,11 %         | Vides 7,12 %        | Vides 6,49 %        |                     |                     |                     |                     |
| 07 | York 6,00 %          | Brinkmann 7,63 %     | Vides 9,99 %         | Ochsenknecht 6,52 % |                     |                     |                     |                     |                     |
| 08 | Vides 4,68 %         | York 6,00 %          | Gsell 3,06 %         |                     |                     |                     |                     |                     |                     |
| 09 | Youngblood 3,02 %    | Gsell 3,50 %         |                      |                     |                     |                     |                     |                     |                     |
| 10 | Gsell 2,38 %         | Youngblood 2,93 %    |                      |                     |                     |                     |                     |                     |                     |
| 11 | Steffl 1,79 %        |                      |                      |                     |                     |                     |                     |                     |                     |

 1 Aufgrund des freiwilligen Auszugs von Farfalla am 24.1. war eine Person weniger als geplant im Camp, so dass zwar die Letztplatzierten in der Abstimmung bekanntgegeben wurden, aber niemand das Camp verlassen musste.

 2 Aufgrund des freiwilligen Auszugs von Brinkmann musste auch an diesem Tag keiner das Camp verlassen.

 3 Inklusive der Stimmen der beiden vorherigen Tage.

| Abstimmungen „Wer muss zur nächsten Dschungelprüfung“ | Abstimmungen „Wer muss zur nächsten Dschungelprüfung“ | Abstimmungen „Wer muss zur nächsten Dschungelprüfung“ |
| 19. Januar 2018 | 20. Januar 2018 | 21. Januar 2018 |
| --- | --- | --- |
| - Frankhauser 17,61 % - Mangiapane 15,47 % - Gsell 11,69 % - Ochsenknecht 9,82 % - Negroni 9,66 % - Farfalla 8,40 % - Vides 7,99 % - Brinkmann 7,58 % - Friedrich 6,69 % - Youngblood 3,00 % - Steffl 2,09 % - York gesperrt | - Mangiapane 31,32 % - Frankhauser 16,32 % - Farfalla 8,04 % - Ochsenknecht 8,02 % - Negroni 7,93 % - Gsell 6,61 % - Brinkmann 6,21 % - Friedrich 5,94 % - Vides 5,42 % - Youngblood 2,83 % - Steffl 1,36 % - York gesperrt       | - Mangiapane 48,87 % - Negroni 7,96 % - Ochsenknecht 7,70 % - Frankhauser 7,11 % - York 6,21 % - Gsell 4,92 % - Friedrich 4,81 % - Vides 4,74 % - Farfalla 4,26 % - Youngblood 2,22 % - Steffl 1,20 % - Brinkmann gesperrt |
| 22. Januar 2018 | 23. Januar 2018 | 24. Januar 2018 |
| - Mangiapane 47,84 % - Ochsenknecht 8,54 % - Negroni 7,97 % - Frankhauser 7,37 % - Gsell 6,17 % - Brinkmann 5,65 % - Friedrich 5,04 % - Vides 3,81 % - Farfalla 3,71 % - Youngblood 2,57 % - Steffl 1,33 % - York gesperrt   | - Mangiapane 31,91 % - Friedrich 15,66 % - Brinkmann 12,74 % - Negroni 12,50 % - Frankhauser 7,48 % - Vides 6,60 % - Farfalla 5,74 % - Gsell 5,63 % - Steffl 1,74 % - Ochsenknecht gesperrt - York gesperrt - Youngblood gesperrt | - Mangiapane 30,06 % - Negroni 12,25 % - Brinkmann 11,52 % - Friedrich 9,46 % - York 8,50 % - Frankhauser 6,56 % - Gsell 6,32 % - Vides 5,22 % - Ochsenknecht 5,16 % - Youngblood 2,96 % - Steffl 1,99 %                   |

## Dschungelprüfungen
In den Dschungelprüfungen müssen die Kandidaten Sterne erspielen, welche dann in Essensrationen umgewandelt werden.
| Dschungelprüfungen der zwölften Staffel                                                           | Dschungelprüfungen der zwölften Staffel                         | Dschungelprüfungen der zwölften Staffel | Dschungelprüfungen der zwölften Staffel |
| Datum                                                                                             | Kandidat(en)                                                    | Prüfung                                 | Erspielte Rationen (Sterne) |
| ------------------------------------------------------------------------------------------------- | --------------------------------------------------------------- | --------------------------------------- | --- |
| 19. Jan. 2018                                                                                     | Alle                                                            | „Nachsitzen“                            | Sternsymbol · Sternsymbol · Sternsymbol · Sternsymbol · Sternsymbol · Sternsymbol · Sternsymbol · Sternsymbol · Sternsymbol · Sternsymbol · Sternsymbol · Sternsymbol |
| 20. Jan. 2018                                                                                     | Jenny Frankhauser Matthias Mangiapane                           | „Termi(e)ten, kaufen, wohnen“           | Sternsymbol · Sternsymbol · Sternsymbol · Sternsymbol · Sternsymbol · Sternsymbol · Sternsymbol · Sternsymbol · Sternsymbol · Sternsymbol · Sternsymbol · Sternsymbol |
| 21. Jan. 2018                                                                                     | Matthias Mangiapane                                             | „Spaßbad Murwillumbah“                  | (Prüfung abgebrochen) |
| 22. Jan. 2018                                                                                     | Matthias Mangiapane                                             | „Das weiße Irrenhaus“                   | Sternsymbol · Sternsymbol · Sternsymbol · Sternsymbol · Sternsymbol · Sternsymbol · Sternsymbol · Sternsymbol · Sternsymbol · Sternsymbol · Sternsymbol · Sternsymbol |
| 23. Jan. 2018                                                                                     | Natascha Ochsenknecht Matthias Mangiapane                       | „Dschungelkirmes“                       | (Ochsenknecht , Mangiapane ) |
| 24. Jan. 2018                                                                                     | Matthias Mangiapane                                             | „Raumschiff Murwillumbah“               | Sternsymbol · Sternsymbol · Sternsymbol · Sternsymbol · Sternsymbol · Sternsymbol · Sternsymbol · Sternsymbol · Sternsymbol · Sternsymbol · Sternsymbol · Sternsymbol |
| 25. Jan. 2018                                                                                     | Matthias Mangiapane Daniele Negroni                             | „Die ultimative Schad-Show“             | (Negroni , Mangiapane , Gemeinsam ) |
| 26. Jan. 2018                                                                                     | Kattia Vides Jenny Frankhauser Ansgar Brinkmann David Friedrich | „Creek der Sterne“                      | 1 |
| 27. Jan. 2018                                                                                     | Daniele Negroni Ansgar Brinkmann                                | „Dschungel-Fabrik“                      | Sternsymbol · Sternsymbol · Sternsymbol · Sternsymbol · Sternsymbol · Sternsymbol · Sternsymbol · Sternsymbol · Sternsymbol                                           |
| 28. Jan. 2018                                                                                     | David Friedrich                                                 | „Einmal volltanken, bitte“              | 1 |
| 29. Jan. 2018                                                                                     | Kattia Vides Daniele Negroni                                    | „Wenn ich du wäre, wäre ich lieber ich“ | Sternsymbol · Sternsymbol · Sternsymbol · Sternsymbol · Sternsymbol · Sternsymbol · Sternsymbol · Sternsymbol                                                         |
| 30. Jan. 2018                                                                                     | David Friedrich Jenny Frankhauser                               | „Qualentinstag“                         | Sternsymbol · Sternsymbol · Sternsymbol · Sternsymbol · Sternsymbol · Sternsymbol · Sternsymbol                                                                       |
| 31. Jan. 2018                                                                                     | Matthias Mangiapane Daniele Negroni                             | „Tunneltrauma“                          | 1 |
| 1. Feb. 2018                                                                                      | Daniele Negroni                                                 | „Spaßbad Murwillumbah 2.0“ 2            | Sternsymbol · Sternsymbol · Sternsymbol · Sternsymbol · Sternsymbol                                                                                                   |
| 2. Feb. 2018                                                                                      | Jenny Frankhauser David Friedrich                               | „Sonderfüll-Deponie“                    | Sternsymbol · Sternsymbol · Sternsymbol · Sternsymbol |
| 3. Feb. 2018 3                                                                                    | Jenny Frankhauser                                               | „Rappelkiste“ – Vorspeise               | Sternsymbol · Sternsymbol · Sternsymbol · Sternsymbol · Sternsymbol                                                                                                   |
| 3. Feb. 2018 3                                                                                    | Daniele Negroni                                                 | „Leibspeise“ – Hauptgang                | Sternsymbol · Sternsymbol · Sternsymbol · Sternsymbol · Sternsymbol                                                                                                   |
| 3. Feb. 2018 3                                                                                    | Tina York                                                       | „Tierkammer“ – Nachspeise               | 1 |
| Von 156 möglichen Sternen konnten 77 in Essensrationen umgewandelt werden, dies entspricht 49,4 % |                                                                 |                                         | |

## Schatzsuche
Die Kandidaten gehen zu zweit auf Schatzsuche und lösen eine Aufgabe. Bei Erfolg bringen sie meistens eine Schatztruhe ins Camp. Dort wird die Truhe geöffnet, in welcher sich eine Quizfrage mit zwei Antwortmöglichkeiten befindet. Beantworten die Kandidaten die Aufgabe richtig, gibt es einen Gewinn wie beispielsweise Süßigkeiten oder Gewürze; antworten sie falsch, gibt es einen nutzlosen Trostpreis wie beispielsweise einen Gartenzwerg. Seltener gibt es nach dem Lösen der Aufgabe einen Sofortgewinn.
| Schatzsuche der zwölften Staffel | Schatzsuche der zwölften Staffel       | Schatzsuche der zwölften Staffel             | Schatzsuche der zwölften Staffel | Schatzsuche der zwölften Staffel |
| Datum                            | Kandidaten                             | Aufgabe                                      | Frage und Antwortmöglichkeiten | Gewinn/Trostpreis                |
| -------------------------------- | -------------------------------------- | -------------------------------------------- | --- | -------------------------------- |
| 22. Jan. 2018                    | Natascha Ochsenknecht David Friedrich  | Ranking der „Camp Top 12“ in drei Kategorien | nicht bis zur Frage geschafft | nichts                           |
| 23. Jan. 2018                    | Jenny Frankhauser Tatjana Gsell        | „Känguru-Schatzsuche“                        | Mit wie vielen Jahren haben Menschen in Deutschland ihr erstes Mal? A: Mit 17,7 Jahren B: Mit 13,8 Jahren                              | nichts                           |
| 25. Jan. 2018                    | Natascha Ochsenknecht Ansgar Brinkmann | „Strick-Liesel“ (Nacht-Schatzsuche)          | keine Schatztruhe, keine Frage | Toastbrot für die Schatzsucher   |
| 26. Jan. 2018                    | Kattia Vides Matthias Mangiapane       | „Schweinchen in der Mitte“                   | nicht bis zur Frage geschafft | nichts                           |
| 27. Jan. 2018                    | David Friedrich Daniele Negroni        | „In geheimer Mission“                        | Welcher Beauty-Eingriff ist in Deutschland beliebter? A: Brustvergrößerung B: Fettabsaugung                                            | nichts                           |
| 28. Jan. 2018                    | David Friedrich Natascha Ochsenknecht  | „Code merken“                                | Wie viel Prozent der Frauen hatten während einer Beziehung schon einmal Sex mit einer anderen Person als ihrem Partner? A: 5 % B: 15 % | Salz                             |
| 30. Jan. 2018                    | Matthias Mangiapane Jenny Frankhauser  | „Von nass zu nass“                           | Mit welchem Getränk lassen sich Männer in Deutschland auf ihrem Flirtprofil am häufigsten ablichten? A: Prosecco B: Bier               | Pick-up-Riegel                   |
| 1. Feb. 2018                     | Tina York Matthias Mangiapane          | „Dschungel-Pantomime“                        | Wie viele Männer stehen laut einer internationalen Studie auf große Brüste? A: 53,5 Prozent B: 35,3 Prozent                            | Kaffee                           |

| Legende     | Legende                                                                          |
| ----------- | -------------------------------------------------------------------------------- |
|             | Die Teilnehmer haben die Aufgabe gelöst oder die Frage richtig beantwortet.      |
|             | Die Teilnehmer haben die Aufgabe nicht gelöst oder die Frage falsch beantwortet. |
| Fettschrift | von den Teilnehmern ausgewählte Antwort                                          |

## Einschaltquoten
Die höchste Zuschauerzahl in dieser Staffel (6,72 Mio.) wurde im Finale gemessen; die niedrigste (4,82 Mio.) in Folge 12 (Elfte Staffel: 7,72 Mio. (Finale); 5,75 Mio. (Folge 5)).
| Quoten der zwölften Staffel                            | Quoten der zwölften Staffel | Quoten der zwölften Staffel | Quoten der zwölften Staffel | Quoten der zwölften Staffel | Quoten der zwölften Staffel | Quoten der zwölften Staffel      | Quoten der zwölften Staffel    | Quoten der zwölften Staffel |
| Folge                                                  | Dauer                       | Dauer                       | Erstausstrahlung            | Zuschauerzahl ab 3 Jahren   | Marktanteil ab 3 Jahren     | Zuschauerzahl 14- bis 49-Jährige | Marktanteil 14- bis 49-Jährige | Quelle                      |
| Folge                                                  | (mit Werbung)               | (ohne Werbung)              | Erstausstrahlung            | Zuschauerzahl ab 3 Jahren   | Marktanteil ab 3 Jahren     | Zuschauerzahl 14- bis 49-Jährige | Marktanteil 14- bis 49-Jährige | Quelle                      |
| ------------------------------------------------------ | --------------------------- | --------------------------- | --------------------------- | --------------------------- | --------------------------- | -------------------------------- | ------------------------------ | --------------------------- |
| Folgen mit Abstimmung „Wer muss zur Dschungelprüfung?“ |                             |                             |                             |                             |                             |                                  |                                |                             |
| Folge 1                                                | 173 Min.                    | 142 Min.                    | Fr, 19. Januar 2018         | 6,49 Mio.                   | 25,0 %                      | 3,45 Mio.                        | 39,1 %                         | [ Quoten 1 ]                |
| Folge 2                                                | 102 Min.                    | 081 Min.                    | Sa, 20. Januar 2018         | 6,28 Mio.                   | 26,4 %                      | 3,53 Mio.                        | 41,5 %                         | [ Quoten 2 ]                |
| Folge 3                                                | 075 Min.                    | 059 Min.                    | So, 21. Januar 2018         | 5,20 Mio.                   | 20,2 %                      | 2,98 Mio.                        | 32,4 %                         | [ Quoten 3 ]                |
| Folge 4                                                | 110 Min.                    | 088 Min.                    | Mo, 22. Januar 2018         | 5,14 Mio.                   | 25,5 %                      | 2,60 Mio.                        | 37,7 %                         | [ Quoten 4 ]                |
| Folge 5                                                | 123 Min.                    | 100 Min.                    | Di, 23. Januar 2018         | 4,98 Mio.                   | 23,5 %                      | 2,74 Mio.                        | 36,3 %                         | [ Quoten 5 ]                |
| Folge 6                                                | 069 Min.                    | 052 Min.                    | Mi, 24. Januar 2018         | 5,91 Mio.                   | 25,6 %                      | 3,15 Mio.                        | 38,7 %                         | [ Quoten 6 ]                |
| Folgen mit Abstimmung „Wer soll im Camp bleiben?“      |                             |                             |                             |                             |                             |                                  |                                |                             |
| Folge 7                                                | 091 Min.                    | 073 Min.                    | Do, 25. Januar 2018         | 5,36 Mio.                   | 25,0 %                      | 3,04 Mio.                        | 41,8 %                         | [ Quoten 7 ]                |
| Folge 8                                                | 113 Min.                    | 085 Min.                    | Fr, 26. Januar 2018         | 5,60 Mio.                   | 23,5 %                      | 3,22 Mio.                        | 37,9 %                         | [ Quoten 8 ]                |
| Folge 9                                                | 110 Min.                    | 087 Min.                    | Sa, 27. Januar 2018         | 5,90 Mio.                   | 25,2 %                      | 3,19 Mio.                        | 39,3 %                         | [ Quoten 9 ]                |
| Folge 10                                               | 085 Min.                    | 068 Min.                    | So, 28. Januar 2018         | 5,33 Mio.                   | 21,8 %                      | 2,94 Mio.                        | 33,9 %                         | [ Quoten 10 ]               |
| Folge 11                                               | 109 Min.                    | 091 Min.                    | Mo, 29. Januar 2018         | 5,08 Mio.                   | 25,9 %                      | 2,68 Mio.                        | 38,7 %                         | [ Quoten 11 ]               |
| Folge 12                                               | 110 Min.                    | 091 Min.                    | Di, 30. Januar 2018         | 4,82 Mio.                   | 24,4 %                      | 2,48 Mio.                        | 36,9 %                         | [ Quoten 12 ]               |
| Folge 13                                               | 070 Min.                    | 054 Min.                    | Mi, 31. Januar 2018         | 5,21 Mio.                   | 23,5 %                      | 2,64 Mio.                        | 36,3 %                         | [ Quoten 13 ]               |
| Folge 14                                               | 0                           | 067 Min.                    | Do, 1. Februar 2018         | 5,34 Mio.                   | 24,4 %                      | 3,00 Mio.                        | 39,2 %                         | [ Quoten 14 ]               |
| Folge 15                                               | 069 Min.                    | 056 Min.                    | Fr, 2. Februar 2018         | 5,23 Mio.                   | 19,1 %                      | 2,72 Mio.                        | 30,1 %                         | [ Quoten 15 ]               |
| Finale                                                 |                             |                             |                             |                             |                             |                                  |                                |                             |
| Folge 16                                               | 143 Min.                    | 123 Min.                    | Sa, 3. Februar 2018         | 6,72 Mio.                   | 29,6 %                      | 3,68 Mio.                        | 44,2 %                         | [ Quoten 16 ]               |
| Das große Wiedersehen                                  |                             |                             |                             |                             |                             |                                  |                                |                             |
| -                                                      |                             |                             | So, 4. Februar 2018         | 4,39 Mio.                   | 12,4 %                      | 2,48 Mio.                        | 20,3 %                         | [ Quoten 17 ]               |

## Zusätzliche Sendungen im TV
- 19. Januar bis 3. Februar 2018: Ich bin ein Star – Die Stunde danach mit Angela Finger-Erben (RTLup)
- 4. Februar 2018: Ich bin ein Star – Holt mich hier raus! – Das große Wiedersehen mit Sonja Zietlow und Daniel Hartwich (RTL)
- 18. Februar 2018: Ich bin ein Star – Holt mich hier raus! Das Nachspiel mit Sonja Zietlow und Daniel Hartwich (RTL)

## Trivia
- Am Tag des freiwilligen Auszugs von Ansgar Brinkmann trug die Dschungelprüfung den Titel seines Buchs „Wenn ich du wäre, wäre ich lieber ich“.
- Bereits in vergangenen Staffeln erwähnte Sonja Zietlow, dass sich die Stars die Dschungelprüfungen im Finale nicht wirklich aussuchen könnten, sondern die Zuordnungen der nichtssagenden Namen zu einer Prüfung durch den Sender erfolge. Um dies zu betonen, wurden dieses Mal die Namen der Final-Prüfungen den Stars nur den Buchstaben R, T und L zur Auswahl gestellt. Als Daniele Negroni seine Prüfung antrat, sagten ihm die Moderatoren, man wisse nicht, wofür L stehen sollte, aber nehme seinen Vorschlag („Leibspeise“) an. Tina York durfte sich zwischen ihrem Vorschlag („Tina“) und dem der Moderatoren („Tierkammer“) entscheiden.

### Quoten
1. ↑  Dschungel-Auftakt verpasst zum Auftakt die 40-Prozent-Marke. In: quotenmeter.de. 20. Januar 2018, abgerufen am 20. Januar 2018.
2. ↑  Dschungelcamp: Reichweite sinkt, Quote steigt. In: quotenmeter.de. 21. Januar 2018, abgerufen am 21. Januar 2018.
3. ↑  Der schwere Sonntag: Dschungel fällt auf niedrigste Reichweite seit zehn Jahren. In: quotenmeter.de. 22. Januar 2018, abgerufen am 22. Januar 2018.
4. ↑  Neues Zehn-Jahres-Tief: Dschungel fällt weiter. In: quotenmeter.de. 23. Januar 2018, abgerufen am 23. Januar 2018.
5. ↑  Primetime-Check Dienstag, 23. Januar 2018. In: quotenmeter.de. 24. Januar 2018, abgerufen am 24. Januar 2018.
6. ↑  "Bachelor" und Dschungelcamp steigern sich deutlich. In: dwdl.de. 25. Januar 2018, abgerufen am 25. Januar 2018.
7. ↑  Primetime-Check Donnerstag, 25. Januar 2018. In: quotenmeter.de. 26. Januar 2018, abgerufen am 26. Januar 2018.
8. ↑  Primetime-Check Freitag, 26. Januar 2018. In: quotenmeter.de. 27. Januar 2018, abgerufen am 27. Januar 2018.
9. ↑  «Ich bin ein Star» legt deutlich zu, «DSDS» mit leichten Abstrichen. In: quotenmeter.de. 28. Januar 2018, abgerufen am 28. Januar 2018.
10. ↑  Weitere Dschungelprobleme: «Ich bin ein Star» holt die zweitschwächsten Quoten der Staffel. In: quotenmeter.de. 29. Januar 2018, abgerufen am 29. Januar 2018.
11. ↑  Primetime-Check Montag, 29. Januar 2018. In: quotenmeter.de. 30. Januar 2018, abgerufen am 30. Januar 2018.
12. ↑  Primetime-Check Dienstag, 30. Januar 2018. In: quotenmeter.de. 31. Januar 2018, abgerufen am 31. Januar 2018.
13. ↑  «Der Bachelor» klettert weiter, «Ich bin ein Star» profitiert. In: quotenmeter.de. 1. Februar 2018, abgerufen am 1. Februar 2018.
14. ↑  «Ich bin ein Star – Holt mich hier raus» holt beste Quote seit Samstag. In: quotenmeter.de. 2. Februar 2018, abgerufen am 2. Februar 2018.
15. ↑  Kurz vor dem Finale: «Ich bin ein Star» fällt auf Quotentief. In: quotenmeter.de. 3. Februar 2018, abgerufen am 3. Februar 2018.
16. ↑  Trotz Staffelrekord: Dschungel-Finale interessiert eine Million weniger als im Vorjahr. In: quotenmeter.de. 4. Februar 2018, abgerufen am 4. Februar 2018.
17. ↑  Primetime-Check Sonntag, 4. Februar 2018. In: quotenmeter.de. 5. Februar 2018, abgerufen am 6. Februar 2018.

Koordinaten: 28° 15′ 18″ S, 153° 21′ 3″ O